# 2-Amino-4-dezoksihorizmat sintaza
2-amino-4-dezoksihorizmat sintaza (EC 2.6.1.86, ADIC sintaza, 2-amino-2-dezoksiizohorizmat sintaza, SgcD) je enzim sa sistematskim imenom (2S)-2-amino-4-dezoksihorizmat:2-oksoglutarat aminotransferaza. Ovaj enzim katalizuje sledeću hemijsku reakciju
(2)-2-amino-4-dezoksihorizmat + L-glutamat {\displaystyle \rightleftharpoons } horizmat + L-glutamin
Za rad ovog enzima je neophodan Mg2+. Reakcija se odvija u reverznom smeru od prikazanog.

## Literatura
- Nicholas C. Price; Lewis Stevens (1999). Fundamentals of Enzymology: The Cell and Molecular Biology of Catalytic Proteins (Third изд.). USA: Oxford University Press. ISBN 019850229X.
- Eric J. Toone (2006). Advances in Enzymology and Related Areas of Molecular Biology, Protein Evolution (Volume 75 изд.). Wiley-Interscience. ISBN 0471205036.
- Branden C; Tooze J. Introduction to Protein Structure. New York, NY: Garland Publishing. ISBN 0-8153-2305-0.
- Irwin H. Segel. Enzyme Kinetics: Behavior and Analysis of Rapid Equilibrium and Steady-State Enzyme Systems (Book 44 изд.). Wiley Classics Library. ISBN 0471303097.

## Spoljašnje veze
- 2-amino-4-deoxychorismate+synthase на 